# Natalfrankolijn
De Natalfrankolijn (Pternistis natalensis; synoniem: Francolinus natalensis) is een vogel uit de familie fazantachtigen (Phasianidae). De wetenschappelijke naam van de soort is voor het eerst geldig gepubliceerd in 1834 door Smith.

## Voorkomen
De soort komt voor in het zuidoosten van Afrika. Er worden geen ondersoorten (meer) onderscheiden. 

## Beschermingsstatus
Op de Rode Lijst van de IUCN heeft de soort de status niet bedreigd.